# Mecardonia procumbens
Mecardonia procumbens là một loài thực vật có hoa trong họ Mã đề. Loài này được (Mill.) Small mô tả khoa học đầu tiên năm 1903.

## Hình ảnh

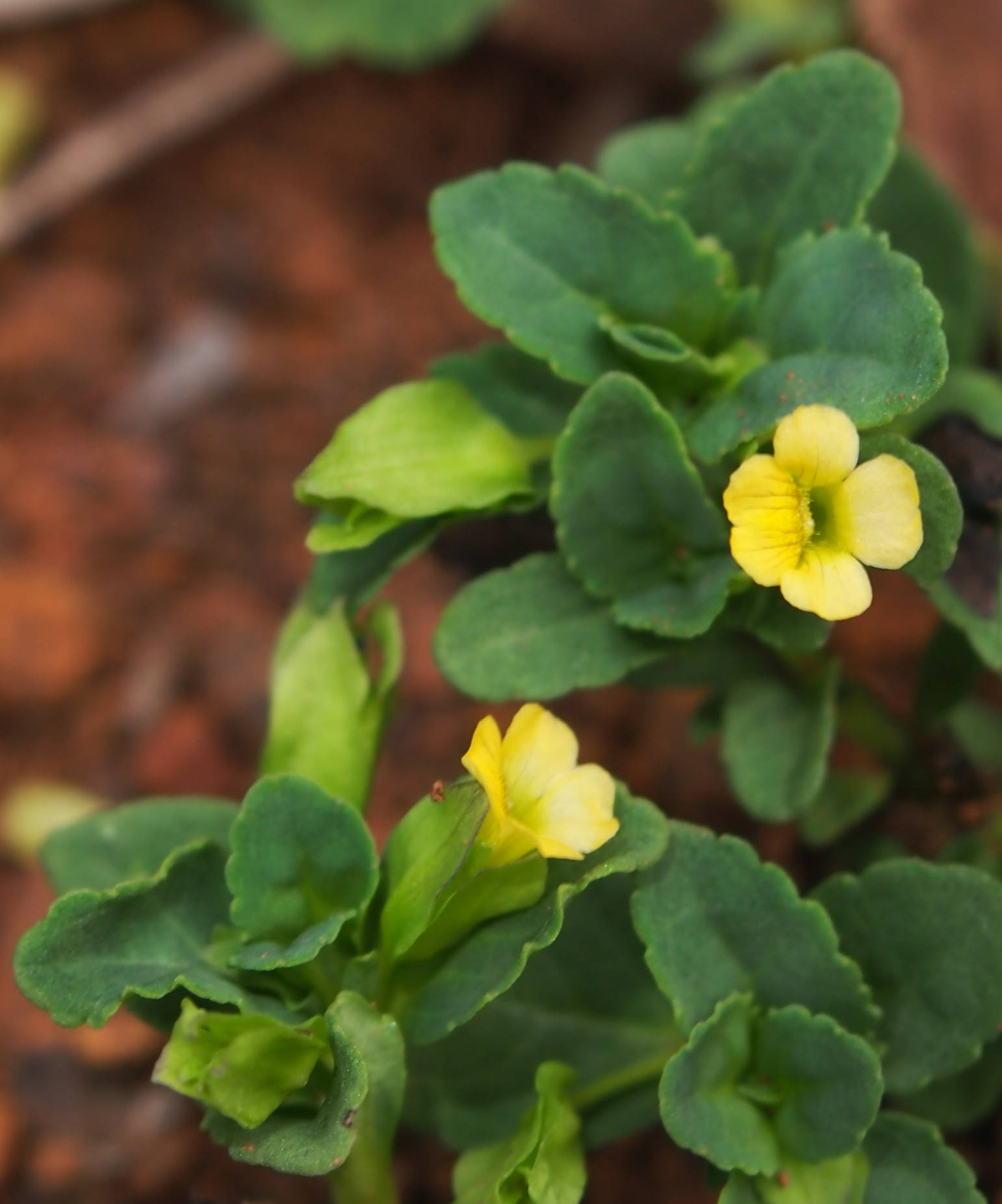
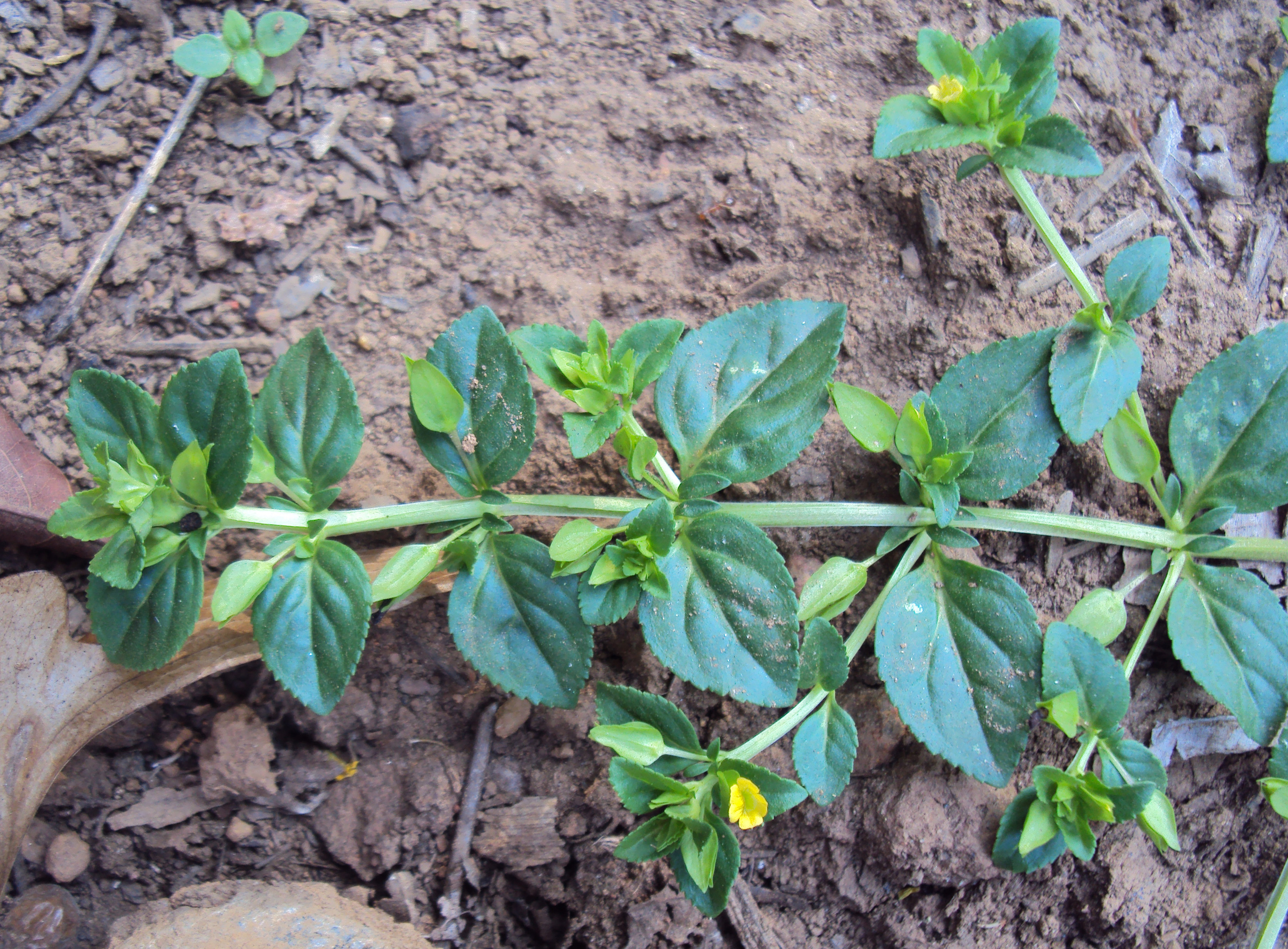
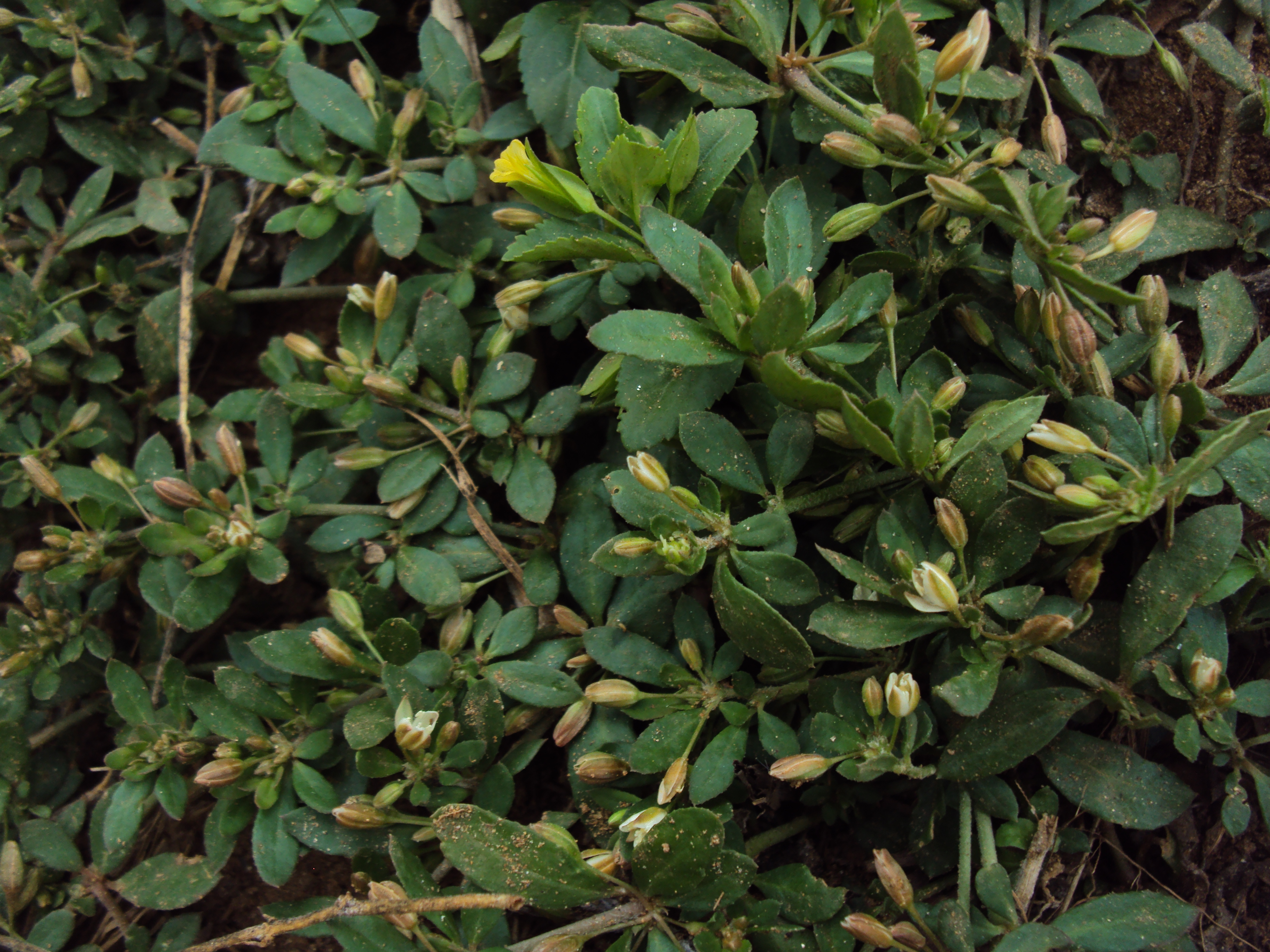
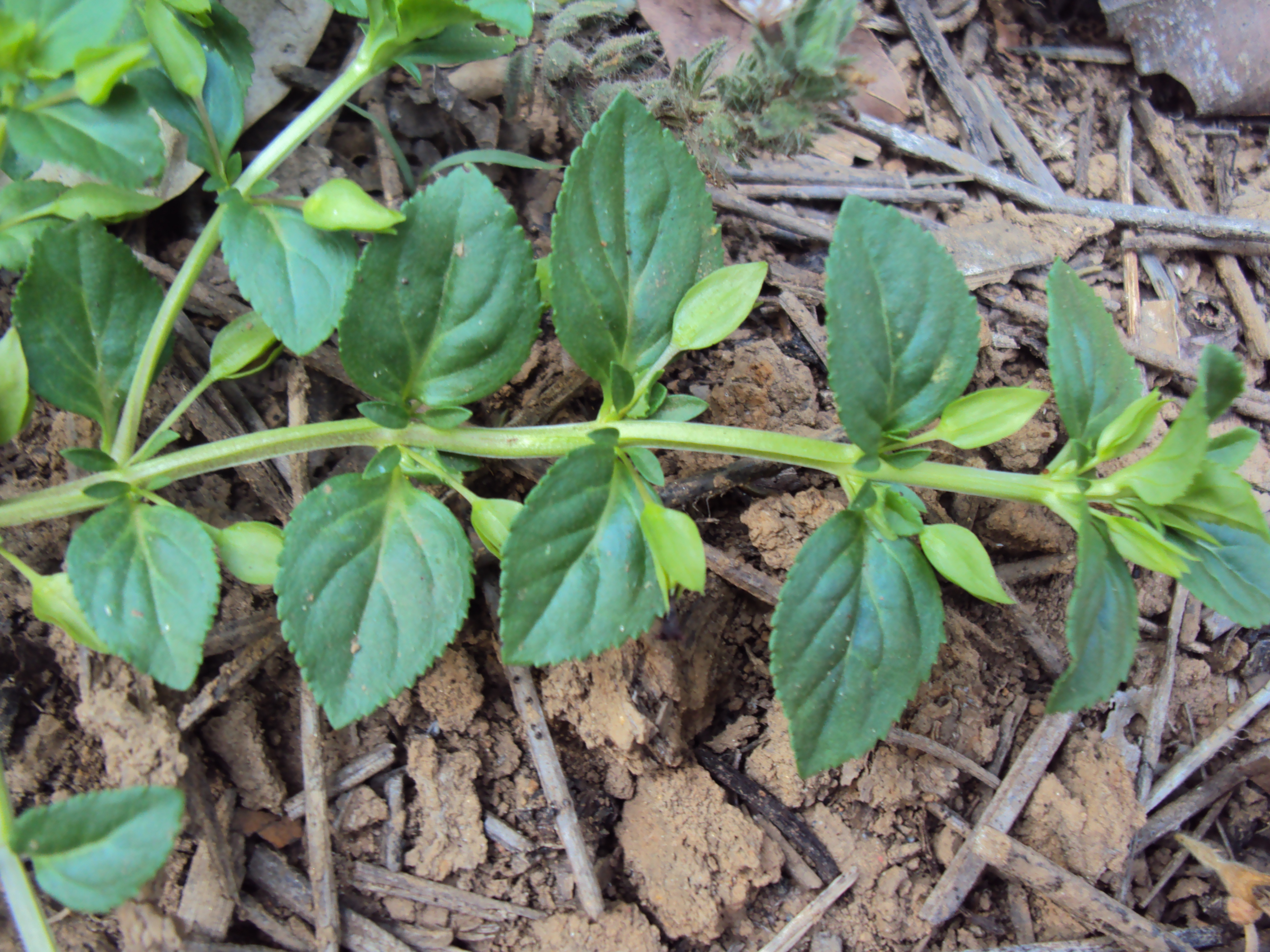